# فضل حق خالقيار
فضل حق خالقيار (1934 – 16 يوليو 2004) كان سياسي أفغاني شغل منصب رئيس مجلس الوزراء في أفغانستان من مايو 1990 إلى أبريل 1992.
قام بواجبات كنائب وزير المالية خلال حكم محمد داود خان. تم تعيينه رئيسًا لمجلس الوزراء خلال فترة حكومة الرئيس محمد نجيب الله. لأول مرة منذ عام 1978، عقدت مناقشة برلمانية حرة لتحديد رئيس مجلس الوزراء. في 21 مايو 1990، تم اختيار خالقيار، الذي كان شخصية غير حزبية، لهذا المنصب. لقد استبدل كيشتماند من الحزب الديمقراطي الشعبي الأفغاني. ومع ذلك، أبقى مجلس وزراء خالقيار شجعان الحزب الديمقراطي الشعبي الأفغاني في جميع المراكز الأمنية الرئيسية.
بحلول نهاية مايو 1990، تم عقد جركة في كابل، التي صادقت على التعديلات الدستورية التي تنص على العديد من الأحزاب السياسية، مما أدى إلى إنهاء احتكار الحزب الديمقراطي والجبهة الوطنية على السلطة التنفيذية. في 11 ديسمبر 1990، افتتح الرئيس نجيب الله لجنة وطنية لتطهير الألغام والذخائر غير المتفجرة من أراضي جمهورية أفغانستان تحت رئاسة خالقيار.
دعت خطة بوساطة موسكو إلى أن يتنح نجيب الله لصالح خالقيار، الذي سيخدم كرئيس إداري انتقالي إلى أن يتم انتخاب حكومة جديدة. في أكتوبر، أشاد مجددي بحكومة خالقيار وقال إنه سيستشير زملائه الأكثر جذرياً حول مشاركة السلطة معه في حكومة انتقالية.
بعد ذلك تراجع عن هذا الوعد بسبب ضغوط من المتشددين. قال المجاهدين أن علاقته مع نجيب الله جعلته غير مقبولة لأي تعزيز. انتهت حكومته بسقوط نجيب الله في أبريل 1992، بقيادة انتقال السلطة إلى المجاهدين. توفي خالقيار في 16 يوليو 2004 في هولندا عن عمر يناهز 70 سنة.